# Jan "Habo" Johansson
Jan Erik Felix "Habo" Johansson, född 24 juli 1935 i Habo i dåvarande Skaraborgs län, är en svensk köpman och bandyspelare. 
Han var under 1960-talet en av de stora inom svensk bandy då han i Sveriges herrlandslag i bandy gjorde 33 landskamper, fyra VM-turneringar och 10 mål och fick utmärkelsen Stor grabb. Johansson spelade högerytter för Nässjö IF under 1950- till 1970-talet och gjorde i den blå nässjötröjan totalt 143 mål.
Efter sin bandykarriär har han varit tränare för olika lag i Småland bland annat under några säsonger för Habo IF. Jan "Habo" Johansson har även varit med om att under 1960-talet ta fram instruktionsböcker för bandyträning, då det gäller försäsongsträning, styrketräning, isträning och årettuntträning. Han är också lyriskt omskriven i kulturtidning Rallarros 1979 och i diktsamlingen Sportlyrik av Hans-Evert Renérius 2010. År 2015, kom boken "Bäste man på plan – mitt fantastiska bandyliv", 148 sidor om hans liv som bandyspelare. Den mångårige SVT–journalisten Bo Lostad, är redaktör och utgivare av boken.